# Elsa Scholten
Elsa Scholten, geboren als Else Erkelenz (Homberg, 28 februari 1902 - Keulen, 14 oktober 1981), was een Duitse actrice en hoorspelspreekster.

## Jeugd en carrière
Elsa Scholten stamde af van een oude Joodse artiestenfamilie. Haar ouders bezaten een reizend theater, waarmee ze door het land trokken en lustspelen in het Rijnlandse dialect opvoerden. Reeds als kind acteerde Elsa Scholten op het podium en ze werd in 1920 op 18-jarige leeftijd ontdekt voor het Keulse Millowitsch-Theater, dat ze haar leven lang trouw bleef en waar ze haar 50-jarig jubileum in 1970 vierde. Ze werd snel tot publiekslieveling en volksactrice verheven. Ze speelde rollen als dominante echtgenote, resolute cheffin of slordige huisvrouw. Met haar temperament en haar corpulente verschijning was ze de partner van de eveneens volumineuze Willy Millowitsch en maakte zich vaak met stevige slotuitspraken onmisbaar. Al haar rollen werden door haar onmiskenbare Keulse humor gekenmerkt. Tot haar bekendste lustspelen behoorden Et fussig Julche en Em Nachtjackenveedel.
Toen de NWDR in 1953 begon met het uitzenden van opvoeringen van het Millowitsch-Theater op de televisie, werd ze landelijk bekend. Wat Heidi Kabel, Otto Lüthje en Henry Vahl betekenden voor het Hamburgse Ohnsorg-Theater, was dit voor Willy Millowitsch, zijn zus Lucy Millowitsch en Elsa Scholten het Keulse podium. Tot Scholtens talrijke tv-rollen behoorden de boerin Anna in de klucht Der verkaufte Großvater (1955) en tante Jutta in Tante Jutta aus Kalkutta (1962). Elsa Scholten trad ook als spreekster op in enkele hoorspelproducties van de WDR, waaronder in het dialecthoorspel Duvejecke vum Kreegmaat (1961) als Stine, waarin alles draaide rond de erfenis van een overleden duivenmelker.

## Privéleven en overlijden
Elsa Scholten was getrouwd met haar acteurscollega Heinz Scholten, met wie ze vaak en samen op het podium van het Millowitsch-Theater stond. Ze overleed op 14 oktober 1981 op 79-jarige leeftijd en werd bijgezet op de Keulse Melaten-Friedhof. Het graf bestaat inmiddels niet meer.

## Registraties van het Millowitsch-Theater
- 1954: Das goldene Kalb (van Lucy Millowitsch) – regie en vertolkers: Willy Millowitsch, met Lucy Millowitsch, Franz Schneider, Robert Jansen
- 1954: Das Glücksmädel – met Lucy Millowitsch, Willy Millowitsch, Franz Schneider
- 1954: Prinzess Wäscherin: Die rote Jule (Marschallin) regie: Fritz Andelfinger en Willy Millowitsch (ook vertolker), met Lucy Millowitsch, Lilo Stiegelmeier, Karl Brückel, Jakob Kauhausen
- 1954: Die Zwangseinweisung – met Willy Millowitsch, Lucy Millowitsch, Jakob Kauhausen
- 1955: Drei Kölsche Jungen – regie en vertolkers: Willy Millowitsch, met Lucy Millowitsch, Franz Schneider, Maja Scholz
- 1955: Der blaue Heinrich (consultante Lenz) – regie en vertolkers: Willy Millowitsch, met Gustav Schellhard, Ulli Engel, Franz Schneider
- 1955: Der verkaufte Großvater (Anna) – regie: John Olden en Willy Millowitsch (ook als vertolker), met Franz Schneider, Trude Herr, Robert Jansen
- 1959: Drei Kölsche Jungen – regie en vertolkers: Willy Millowitsch, met Lucy Millowitsch, Franz Schneider, Maja Scholz
- 1959: Mädchen aus der Spitzengasse – regie en vertolkers: Willy Millowitsch, met Lucy Millowitsch, Franz Schneider, Lotti Krekel
- 1959: Der Juxbaron – regie: Günter Fiedler, met Willy Millowitsch, Dolly Vellbinger-Ebert, Rosemarie Seehofer
- 1959: Drei Kölsche Jungen – regie en vertolkers: Willy Millowitsch, met Lucy Millowitsch, Helga op gen Orth, Karl Heinz Bender (studio-registratie)
- 1959: Der müde Theodor (Rosa Hagemann) – regie: Heribert Wenk, met Willy Millowitsch, Gardy Granass, Franz Schneider
- 1960: Der Meisterboxer – regie en vertolkers: Willy Millowitsch, met Karl-Heinz Hillebrand, Ruth Winter, Marina Petrowa
- 1960: Der kühne Schwimmer (van Arnold en Bach) (Therese) – regie en vertolkers: Willy Millowitsch, met Jupp Hussels, Leny Marenbach, Karl Heinz Bender, Willy Harlander
- 1960: Der Liebesonkel – regie en vertolkers: Willy Millowitsch, met Friedel Blasius, Topsy Küppers
- 1961: Im Nachtjackenviertel (Apollonia Sourbrod, bakkersvrouw) – regie en vertolkers: Willy Millowitsch, met Ully Engel-Harck, Karl-Heinz Hillebrand, Franz Schneider
- 1962: Tante Jutta aus Kalkutta (tante Jutta) – Regie: Manfred Brückner, met Peter René Körner, Willy Millowitsch, Hannelore Elsner
- 1963: Prinzess Wäscherin – regie en vertolkers: Willy Millowitsch, met Helga op gen Orth, Hildegard Kühn
- 1964: Der Pedell – regie en vertolkers: Willy Millowitsch, met Lotti Krekel, Franz Schneider, Peter Millowitsch
- 1965: Drei kölsche Jungen (weduwe Schumacher) – met Willy Millowitsch, Mariele Millowitsch, Peter Millowitsch
- 1965: Zwei Dickköpfe – Mit Willy Millowitsch, Katharina Millowitsch, Bernd Hoffmann, Gernot Endemann
- 1966: Der doppelte Moritz (Sibille) – regie: Fred Kraus, met Willy Millowitsch, Lotte Rausch, Lotti Krekel
- 1967: Der kühne Schwimmer – met Willy Millowitsch, Lotti Krekel, Helga Kruck
- 1967: Der ungläubige Thomas (Lisbeth – dienstmeisje) – regie: Fred Kraus, met Willy Millowitsch, Lotte Rausch, Lotti Krekel
- 1968: Pension Schöller – regie: Fred Kraus, met Willy Millowitsch, Ute Stein, Thomas Härtner, Lotti Krekel
- 1969: Der Etappenhase – regie en vertolkers: Willy Millowitsch, met Lotti Krekel, Frank Barufski, Lucy Millowitsch
- 1972: Zufall, alles Zufall oder Die vertagte Hochzeitsnacht (mevrouw Lüdecke) – regie: Karl Wesseler, met Willy Millowitsch, Ursula Herking, Doris Steinmueller
- 1979: Der müde Theodor (mevrouw Noll) – regie: Karl Wesseler, met Willy Millowitsch, Karin Jacobsen, Walter Hoor, Walter Jokisch
- 1981: Der keusche Lebemann – regie: Günter Hassert, met Willy Millowitsch, Peter Millowitsch, Elisabeth Scherer, Barbie Steinhaus, Diana Körner, Harry Tagore

## Hoorspelen
- 1956: Neues aus Schilda, aflevering: Das arme Armenhaus – regie: Kurt Meister, met Wilhelm Pilgram, Ulli Engel-Hark, Mira Hinterkausen
- 1956: Kölsch Galgespill – regie: Fritz Peter Vary, met Karl Raaf, Rudolf Therkatz, Karl-Maria Schley
- 1959: De gäl Färv (mevrouw Laumann) – regie: Fritz Peter Vary, met Elsa Faure, Ulli Engel-Hark, Lotti Krekel
- 1961: Duvejecke vum Kreegmaat (Stina) – regie: Heinz Dieter Köhler, met Karl-Maria Schley, Maria Alex, Frank Barufski
- 1965: Der Gelegenheitskauf (marktvrouw) – regie: Leopold Reinecke, met Hans Clarin, Marius Müller-Westernhagen, Mira Hinterkausen, Magda Hennings
- 1975: Lusstert ens Wieverfastelovend – regie: Leopold Reinecke, met Josef Meinertzhagen, Lotte Rausch, Barbie Steinhaus

- Gemeinsame Normdatei: 1061525341
- Virtual International Authority File: 311630921
- WorldCat: E39PBJjHh7fTxQFtFjtfRfRYfq